# 도쿄 빅 사이트
도쿄 빅 사이트(영어: Tokyo Big Sight, 일본어: 東京ビッグサイト) 또는 도쿄국제전시장(일본어: 東京国際展示場, 영어: Tokyo International Exhibition Center)은 일본 도쿄도에 위치한 일본 최대의 컨벤션센터이다. 1996년 4월에 개장한 도쿄 빅 사이트는 도쿄 임해 부도심의 아리아케에 위치하고 있다. 역피라미드 형태의 회의동이 특징이다.
코믹마켓, 도쿄 모터쇼, JIMTOF 국제공구전시회 등 여러 행사가 열리고 있으며, 개최 예정인 2020년 하계 올림픽의 국제 방송 센터와 미디어 프레스 센터로 활용될 예정이다.

## 위치와 구성
도쿄역에서 철도로 30분 거리의 도쿄만 해안에 위치한 도쿄 빅 사이트는 일본 최대의 국제 컨벤션센터이다. 58미터 8층 높이의 역피라미드 형태의 회의동이 특징이다. 철골과 철근 콘크리트를 사용해 건축되었으며, 총면적은 마쿠하리 멧세의 두 배 정도이다. 도쿄 빅 사이트는 회의동, 서전시동, 동전시동, 동신전시동 총 네 개 동으로 구성되어 있고, 각 동에는 식당과 지원시설이 위치해 있다.

## 같이 보기
- 코믹마켓